# Mario Mattei
Mario Mattei, italijanski rimskokatoliški duhovnik, škof in kardinal, * 6. september 1792, Pergola, † 7. oktober 1870.

## Življenjepis
2. julija 1832 je bil povzdignjen v kardinala in imenovan za kardinal-diakona S. Maria in Aquiro in 22. julija 1842 za kardinal-škofa Frascatija; škofovsko posvečenje je prejel 23. junija 1844. 
23. junija 1854 je bil imenovan za kardinal-škofa Porta e Santa Rufine in 17. decembra 1860 za Ostie.